# Haute-Joux
La Haute-Joux, également appelé chaîne de la Haute-Joux ou anticlinal des Planches, est un anticlinal du massif du Jura situé en France dans les départements du Doubs et du Jura en région Bourgogne-Franche-Comté. Son point culminant est le Saint-Sorlin, à 1 237 m d'altitude.

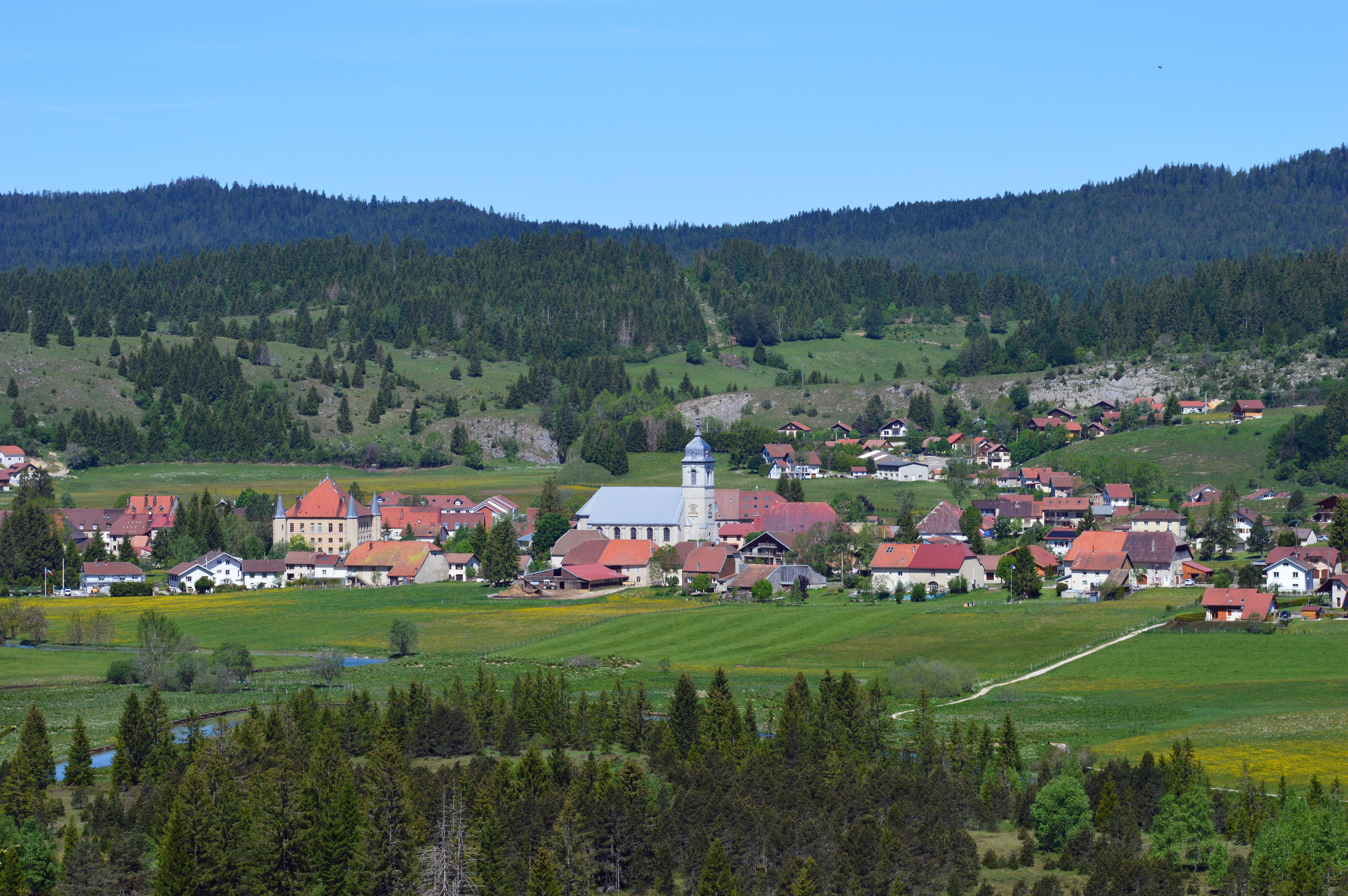
Le village de Mouthe au pied de la Haute-Joux.

Il est orienté sud-ouest - nord-est suivant la structure générale des plis du Jura dans cette région, s’étendant sur 25 km des Planches-en-Montagnes à son extrémité sud-ouest jusqu'à Bonnevaux au nord-est. Au nord-est, la cluse de Vaux-et-Chantegrue, dans laquelle coule le Drugeon, marque la limite avec la montagne du Laveron. Au sud-ouest, il est délimité par la vallée de la Saine. Au sud-est, le val de Mouthe marque la séparation avec l'anticlinal du Mont-Noir.
La chaîne de la Haute-Joux présente un accident majeur, la combe d'Entre-Côtes encaissée sur près de 5 km de long et 300 mètres de large et incluant le site Natura 2000 Entre-côtes du Milieu.
Les principaux sommets de la Haute-Joux sont le Saint-Sorlin (1 237 m), son point culminant, le Turchet (1 225 m), le Croz Mont (1 212 m), le crêt Mathiez Sarrazin (1 174 m) et le Bulay (1 139 m).
La partie sud de l'anticlinal porte la forêt de la Haute-Joux.